# Myrmica paradoxa
Myrmica paradoxa  (лат.) — ископаемый вид мелких муравьёв рода Myrmica длиной около 6 мм.

## Описание
Обнаружены в саксонском янтаре (поздний эоцен, Германия). Длина тела около 6 мм. Ширина головы — 1,12 мм, длина головы — 1,27 мм, длина груди — 1,57 мм, длина скапуса усика — 0,92—0,99 мм. Усики 12-члениковые с булавой из 3 сегментов. Скапус длинный, достигает затылочного края головы. Лобные валики короткие, изогнутые вокруг основания усиков. Грудь относительно длинная, покрыта не очень грубыми изогнутыми морщинками и бороздками. Проподеальные шипики очень короткие, чем этот вид отличается от других мирмик.

## Распространение
- Европа